# Catalauniscus puddui
Catalauniscus puddui är en kräftdjursart som beskrevs av Roberto Argano 1973. Catalauniscus puddui ingår i släktet Catalauniscus och familjen Trichoniscidae. Inga underarter finns listade i Catalogue of Life.